# Ritsumeikan-universitetet

Ritsumeikan University (japansk: 立命館大学), forkortet Rits eller Ritsumei (立命) , er et privat universitet i Kyoto, grundlagt i 1900.

## Fakultet (universitet)
- Retsvidenskab
- Erhvervsøkonomi
- Litteratur
- Naturvidenskab
- Lægemiddelvidenskab